# ベルリン地下鉄の車両
ベルリン地下鉄の車両（ベルリンちかてつのしゃりょう）では、ベルリン地下鉄で用いられる鉄道車両について解説する。

## 総説
ベルリン地下鉄の電車は、車体の大きさにより大きく二つのグループに分けられる。一つは、U1～U4号線で用いられる小型規格(Kleinprofil)の車両であり、もう一つはU5～U9号線で用いられる大型規格（Groβprofil）の車両である。小型規格の車両は幅2.30m、高さ3.10mであり、編成長は8両編成の場合で103m程度である。大型規格の車両は、幅2.65m、高さ3.10mであり、編成長は6両編成で約99mである。いずれの規格の車両についても、ゲージは1435mmの標準軌であり、電源方式は直流750Vの第三軌条方式である。ただし、小型規格の車両は集電靴が第三軌条の上面より集電するのに対し、大型規格の車両は第三軌条の下面から集電するという違いがあり、両者は共通に運用することはできない。
日本初の地下鉄である東京地下鉄道（現在の東京メトロ銀座線)1000系の車体色はベルリン地下鉄の車体色を模したものであった。

## 大型規格の車両

### H形

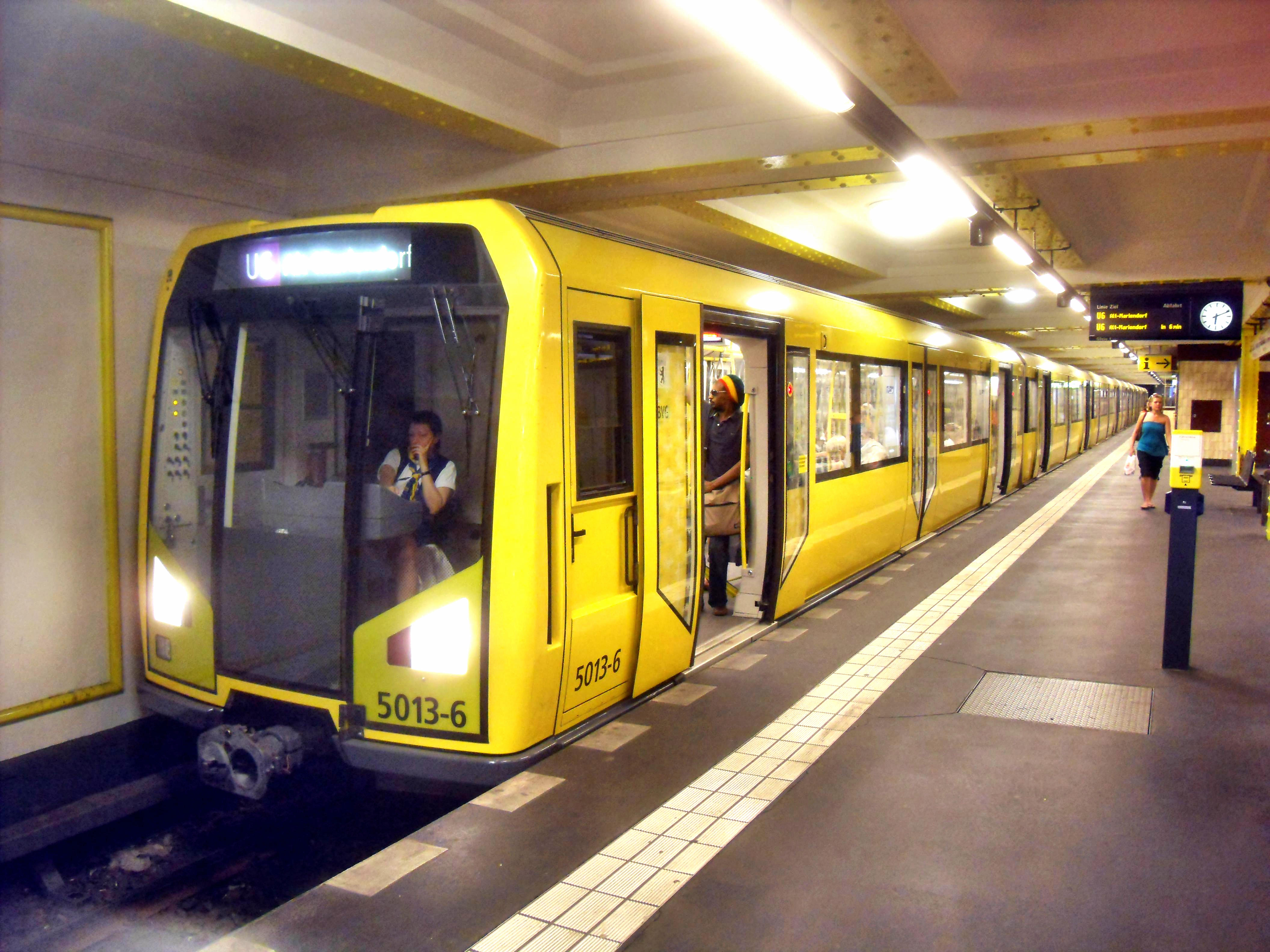
H形電車
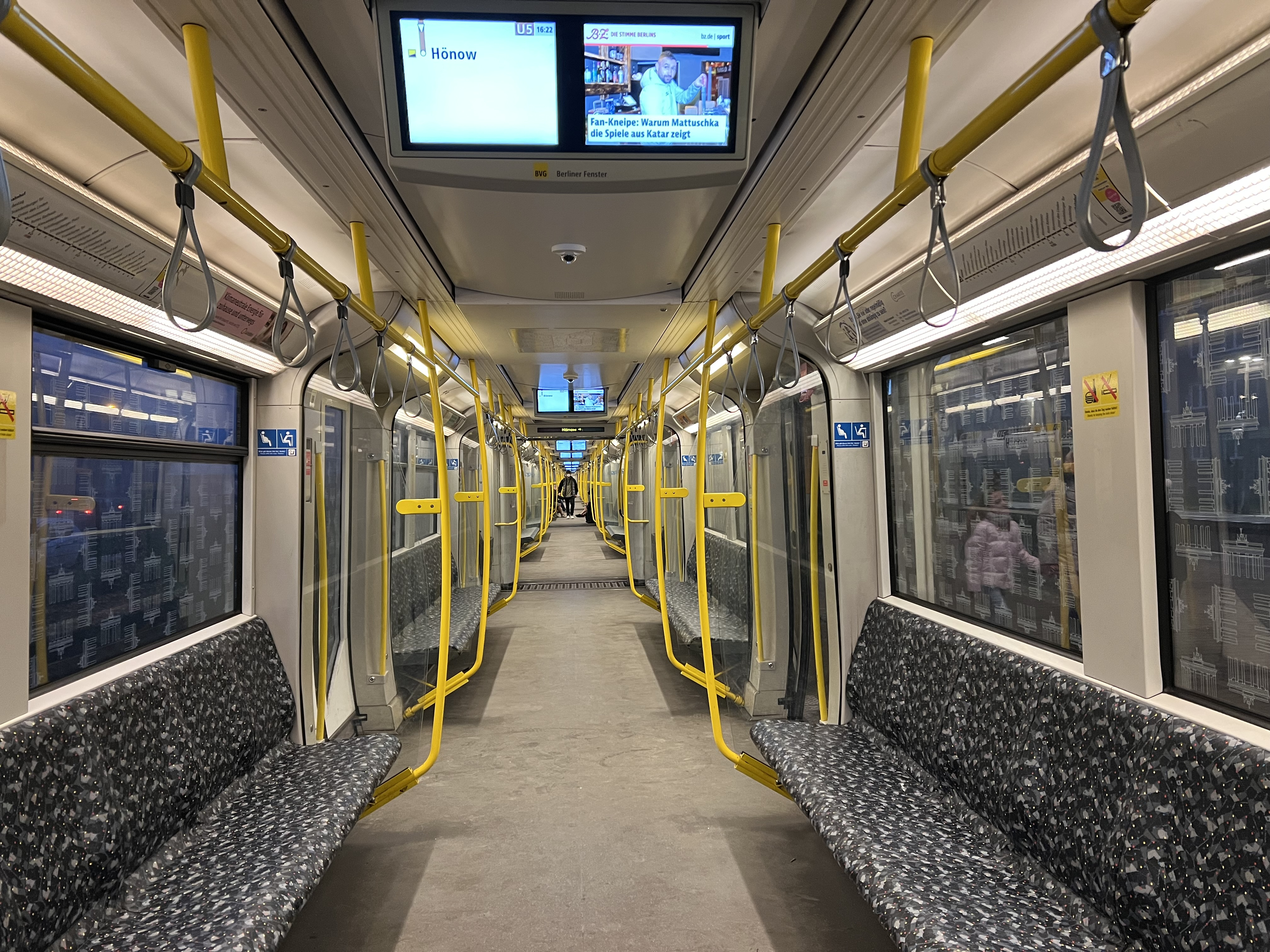
H形電車の車内

アルミ車体でプラグドア、液晶広告付の車両である。1995年より2001年まで、アドトランツで6両編成46本が製造された。編成の全長は98.7mであり、ベルリン地下鉄では初めて全車両に貫通路が設備された。

### F形

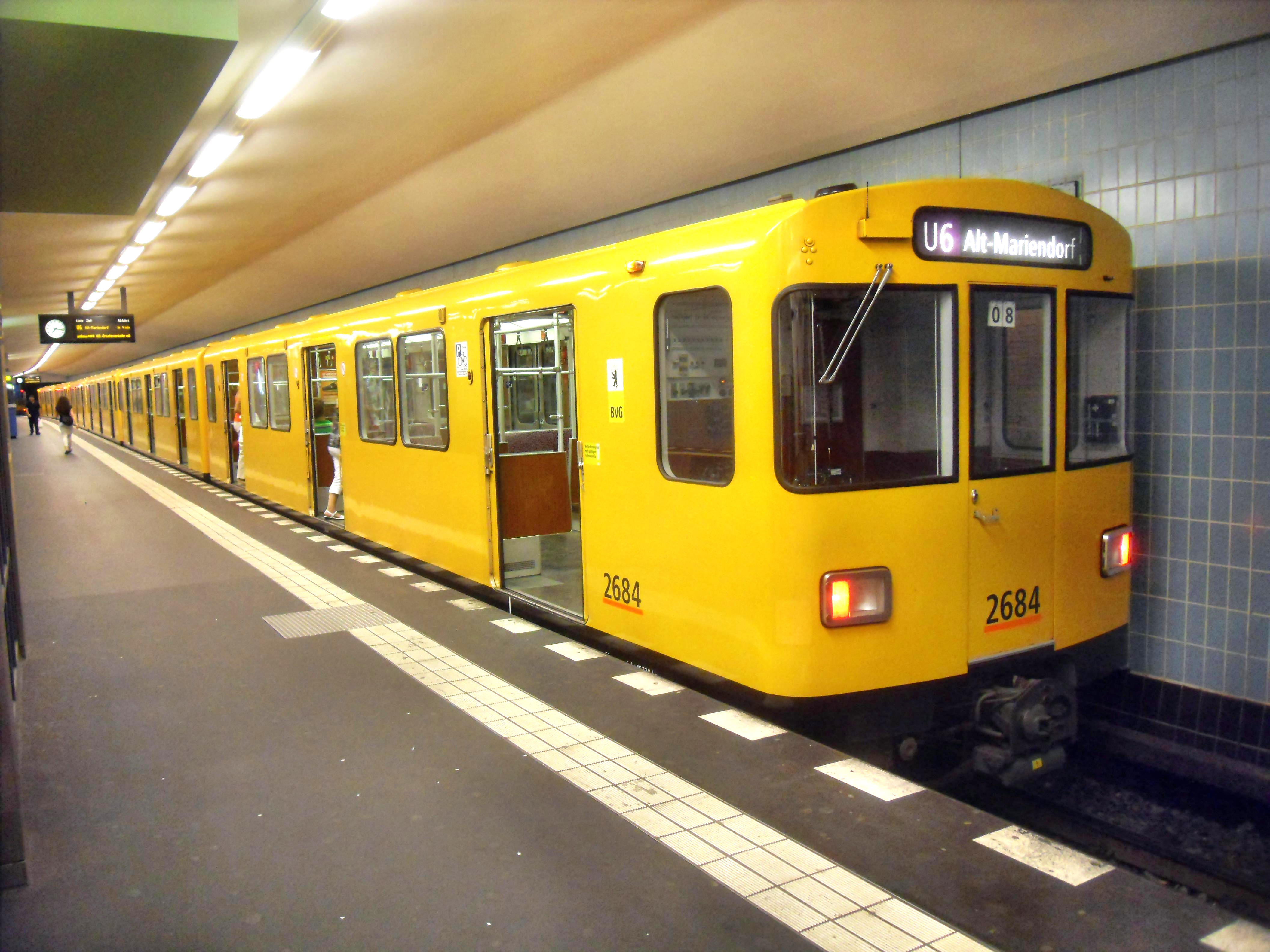
F形電車

1974年より1993年まで投入された車両であり、F形の中で更にいくつかのバリエーションがある。2両一組の編成となっており、各車に運転台がつく。

## 小型規格の車両

### IK形

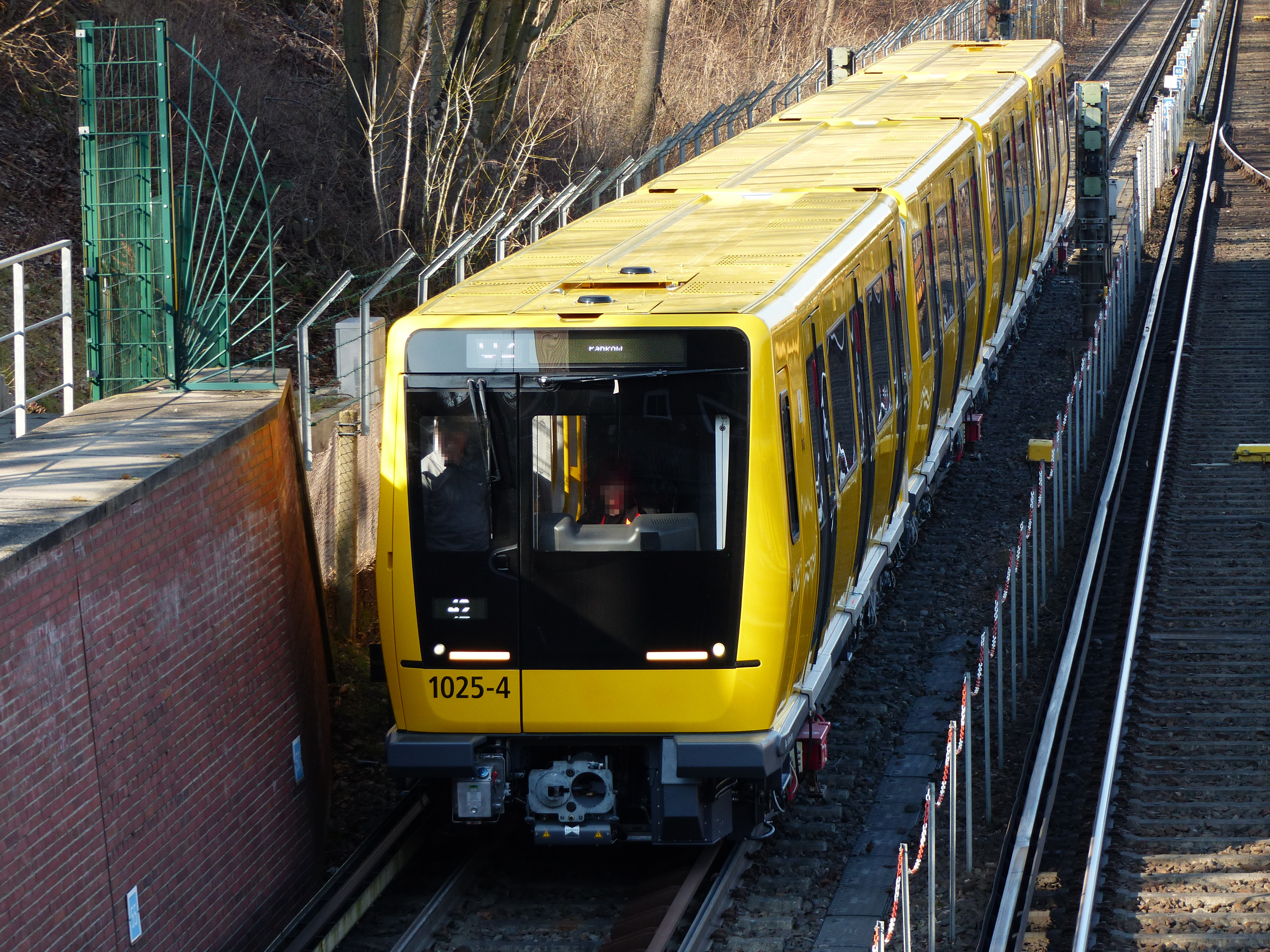
IK形電車

2015年より投入の車両。シュタッドラー・レールが受注。プロトタイプ2編成が運行しており、2017年以降38編成が順次納入される予定。4両編成で、車体の全幅が従来に比べ10cm拡大され、2.4mとなっている。　公募の結果による愛称は「Icke」。

### HK形

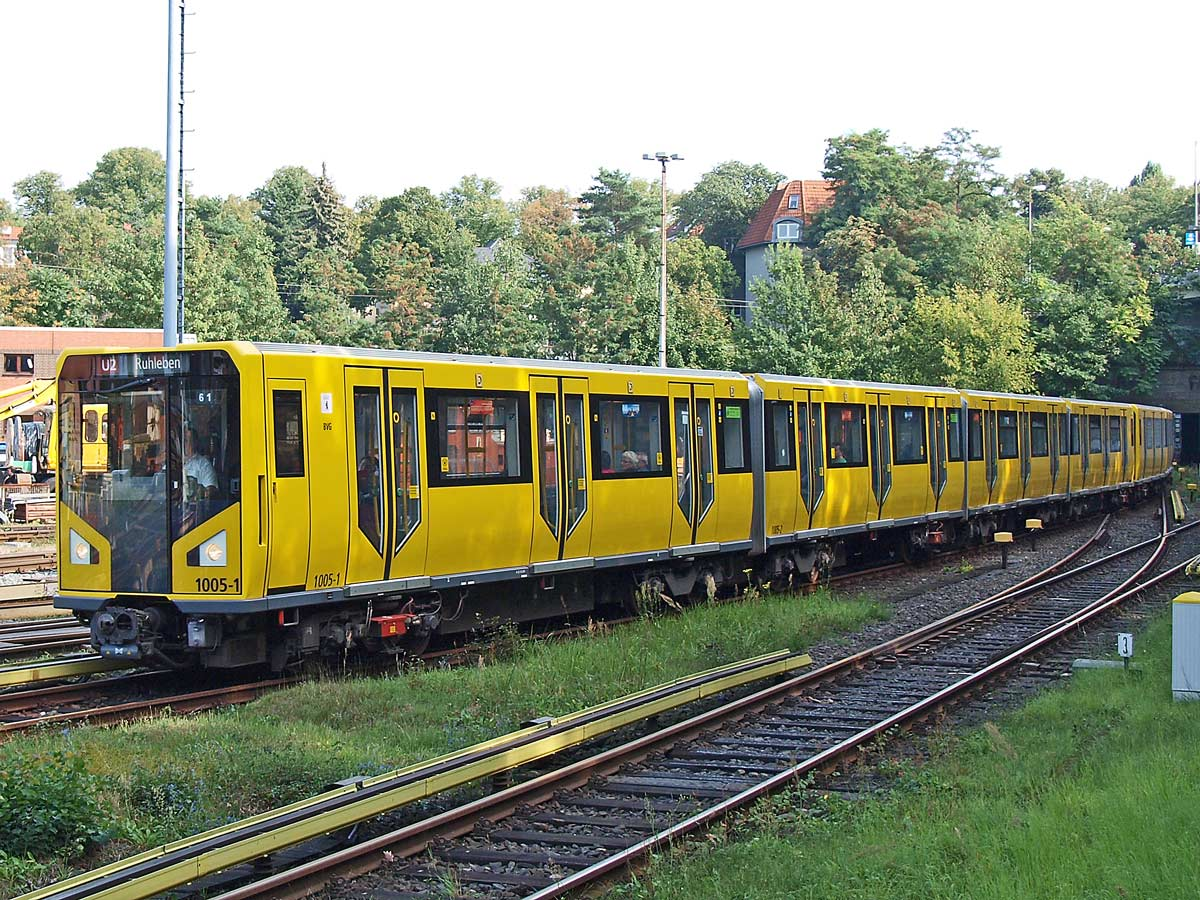
HK形電車
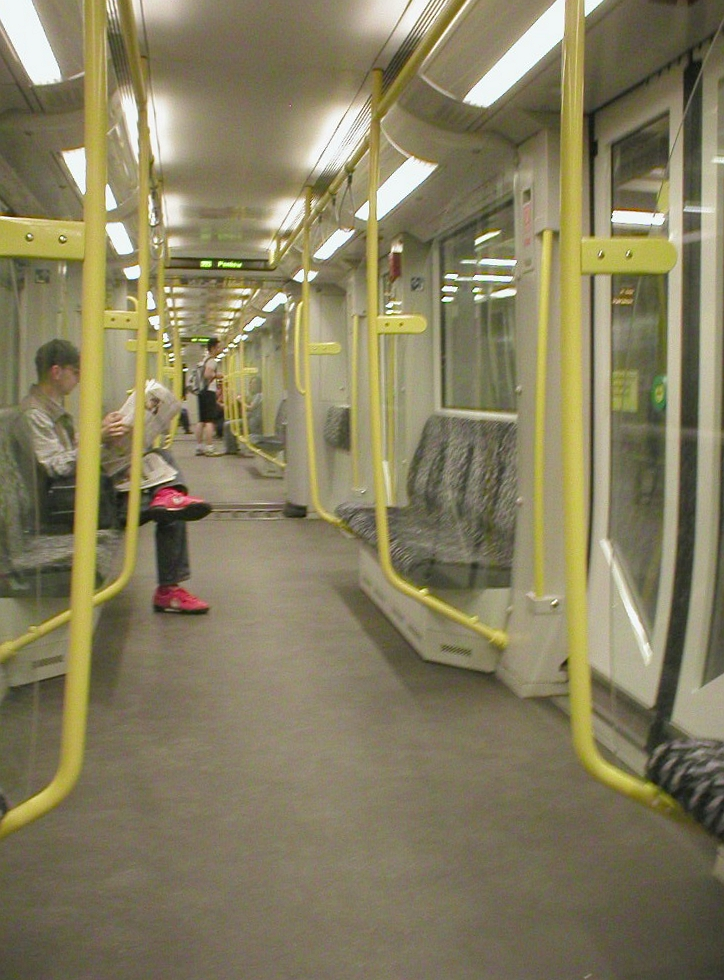
HK形電車の車内

2001年にプロトタイプが運行を開始し、2007年より20編成以上が順次投入された車両である。4両編成で、通常は2編成を併結した8両で、U2で運用されている。H形と同様、全車貫通路が存在している。

### GI形

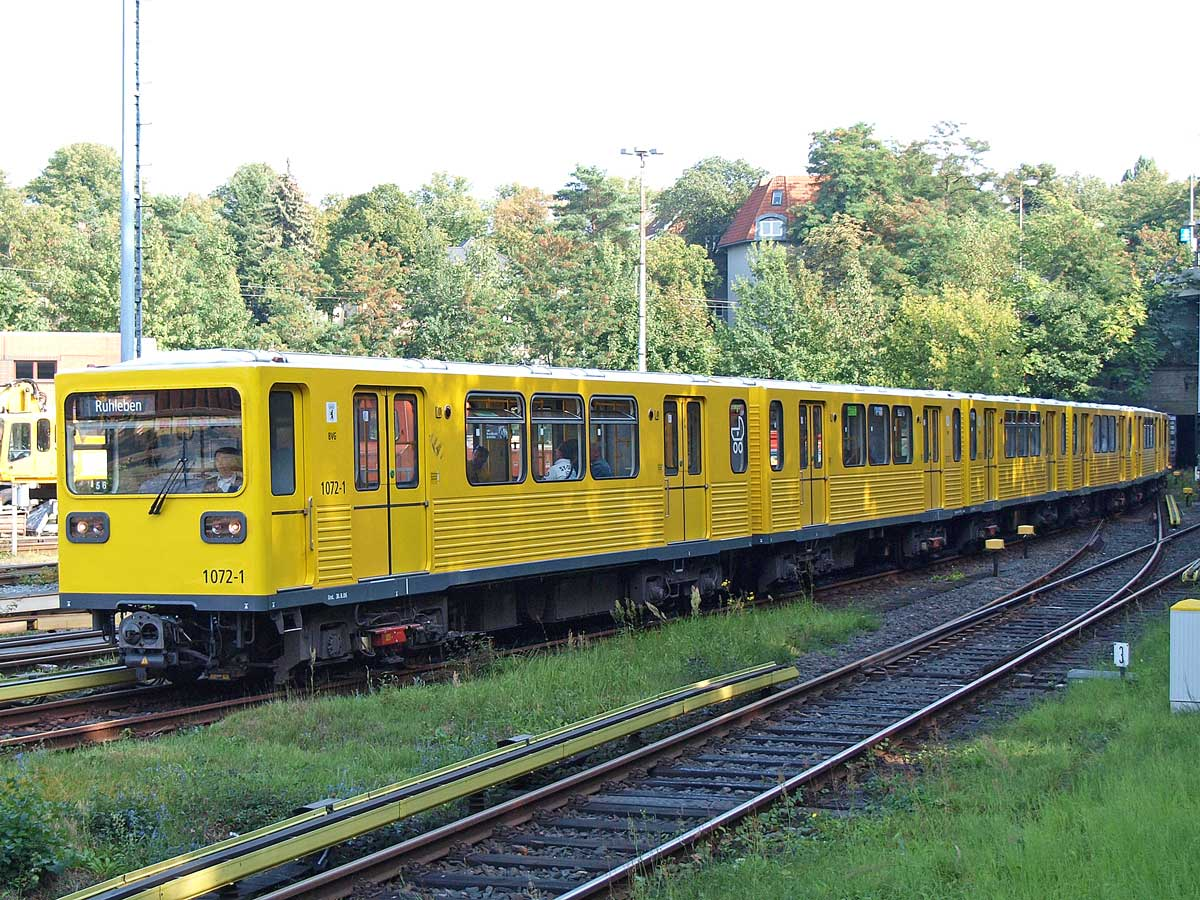
GI形電車
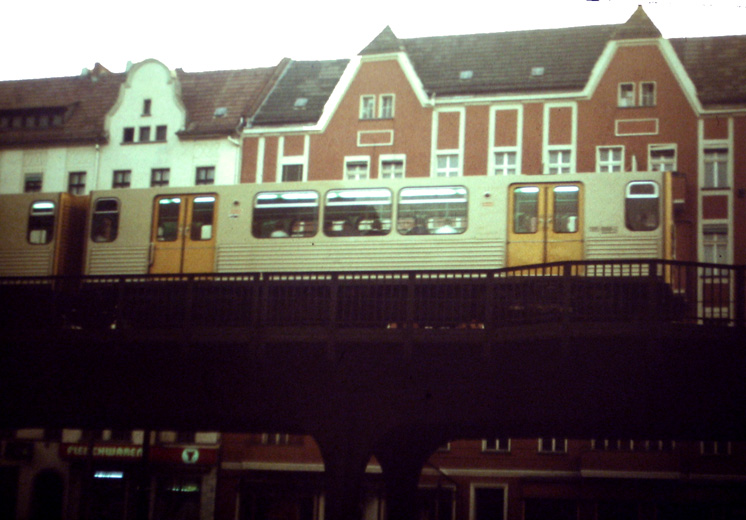
東ドイツ時代のGI形電車

1970年代、東ドイツによって開発された車両である。直線的な箱型デザインだったため「労働者のコンテナ」という異名もあった。現在運用されているものは後期に製造されたGI/1と呼ばれるグループである。前期車のうち60本は平壌地下鉄に譲渡されたが、2001年に運用を終了し、現在は一部編成が改造されて北朝鮮の地上線（国鉄線）で運用されている。本車両は製造後に何度か更新工事を受けており、特に2000年代に入ってからの更新工事を受けた車両はGI/1Eと呼ばれる。2009年現在は4連固定編成で1070〜1095-1〜4と付番され、2本併結した8連で主にU2号線で運用されている。

### A3形・A3L形

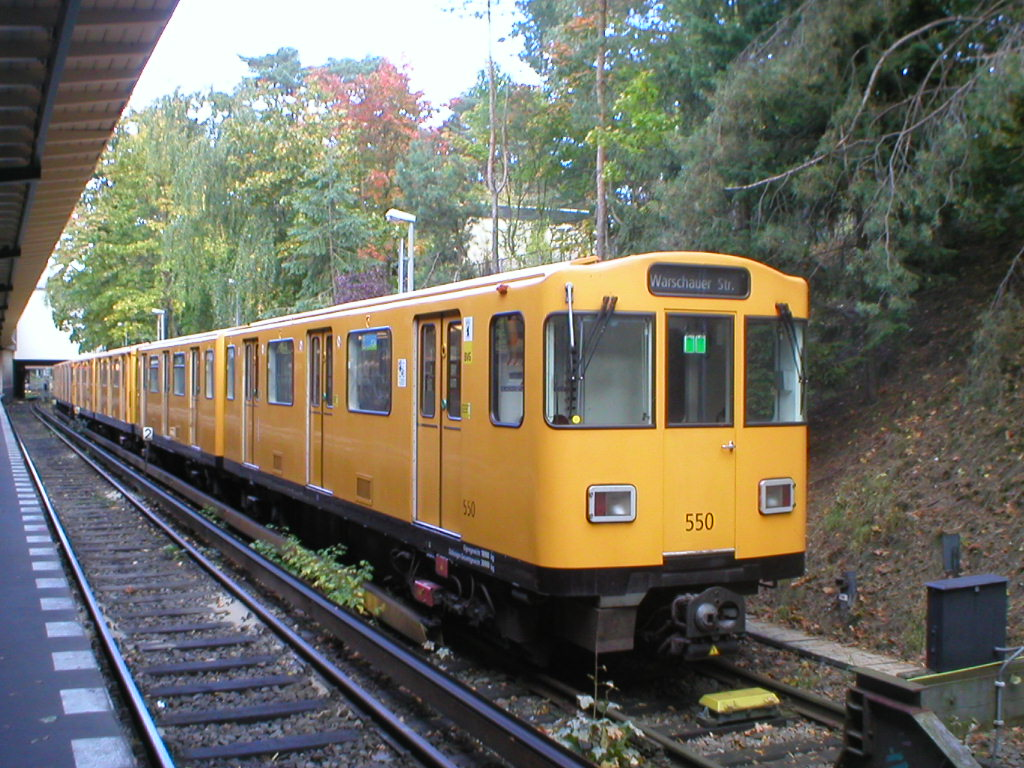
A3形・A3L形電車
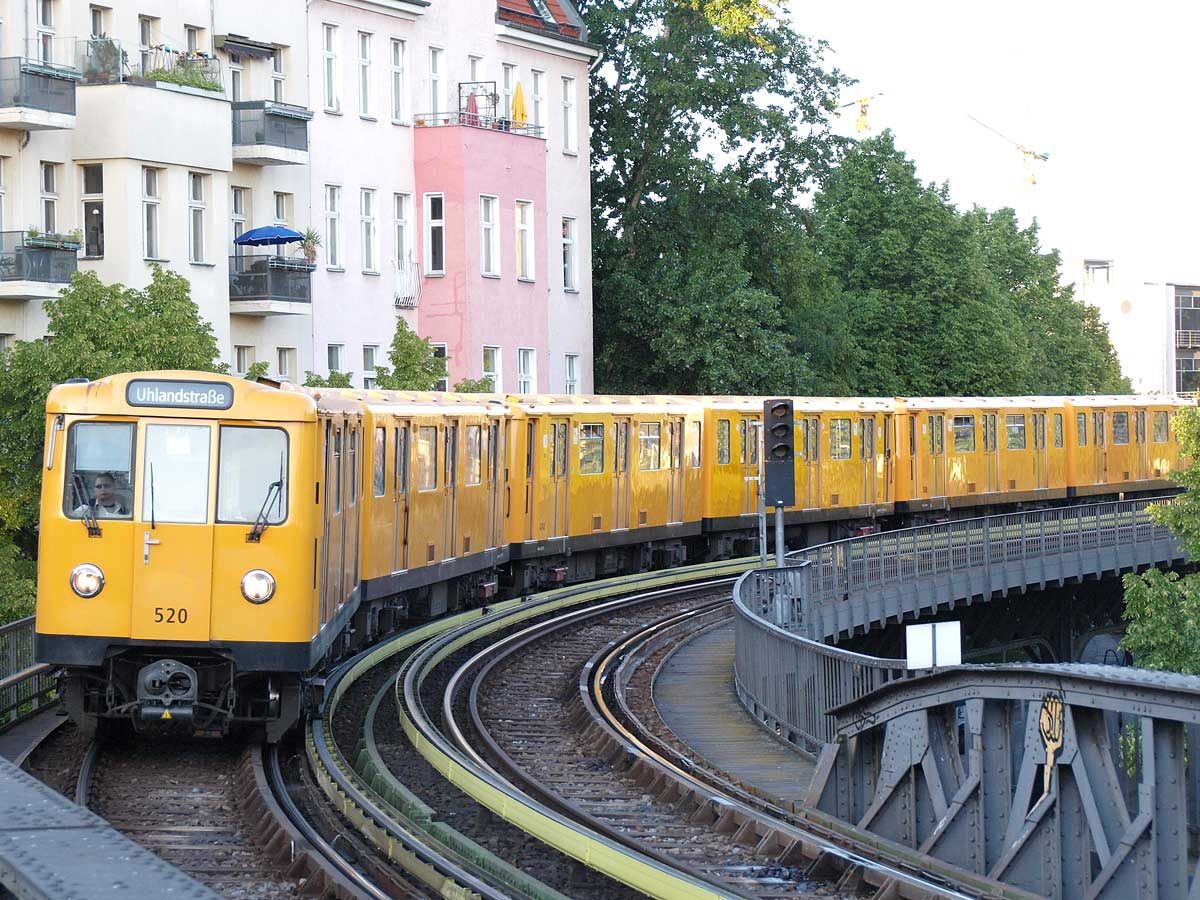
A3形・A3L形電車

1966年より運用されている車両であり、2両編成で全車に運転台を装備する。小型規格の全線で運行される主力車であり、特にU1・U3・U4においては6連もしくは2連が主体であるため、ほぼすべてがこの車両である。更新工事を受けている。

## 過去の車両

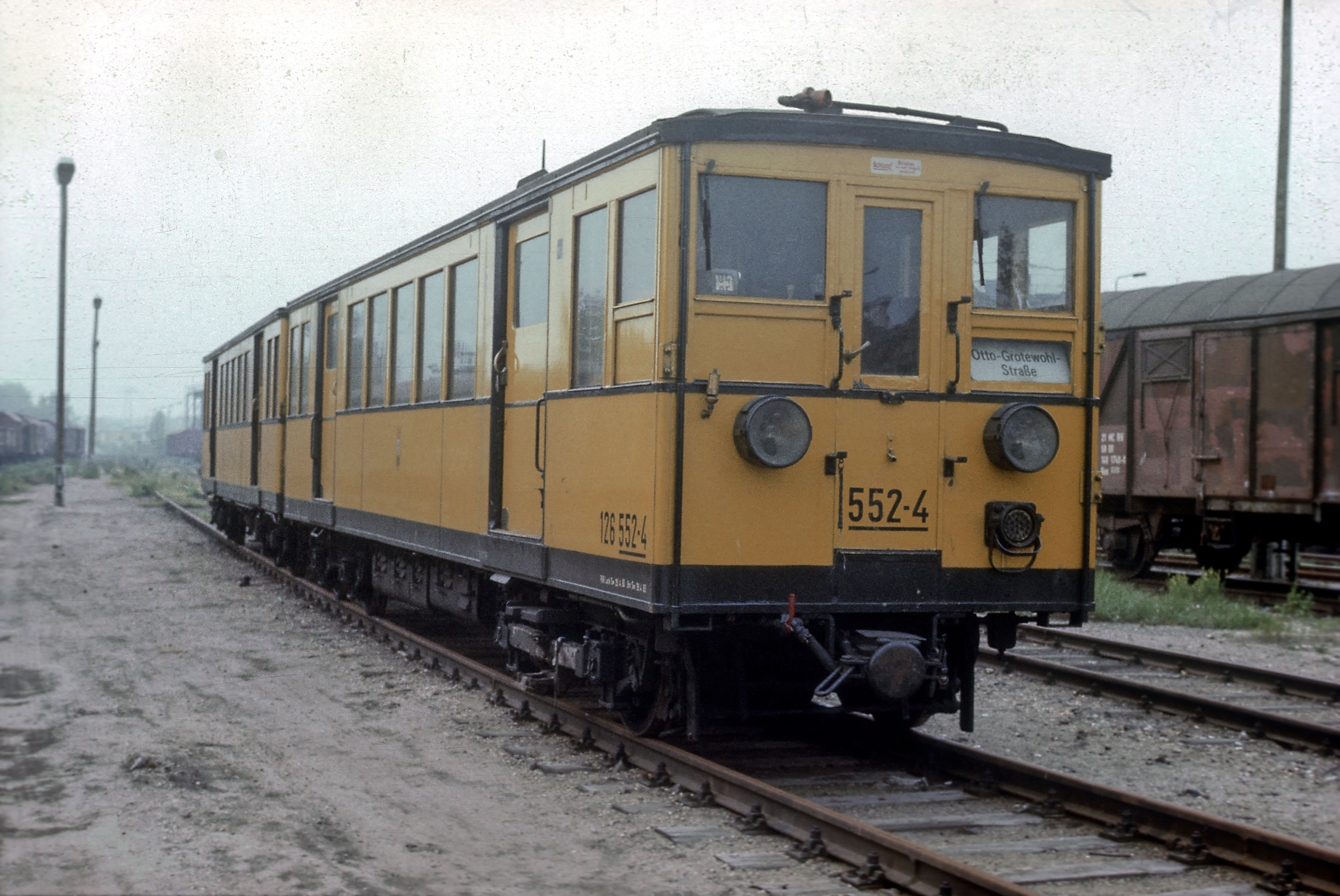
A形
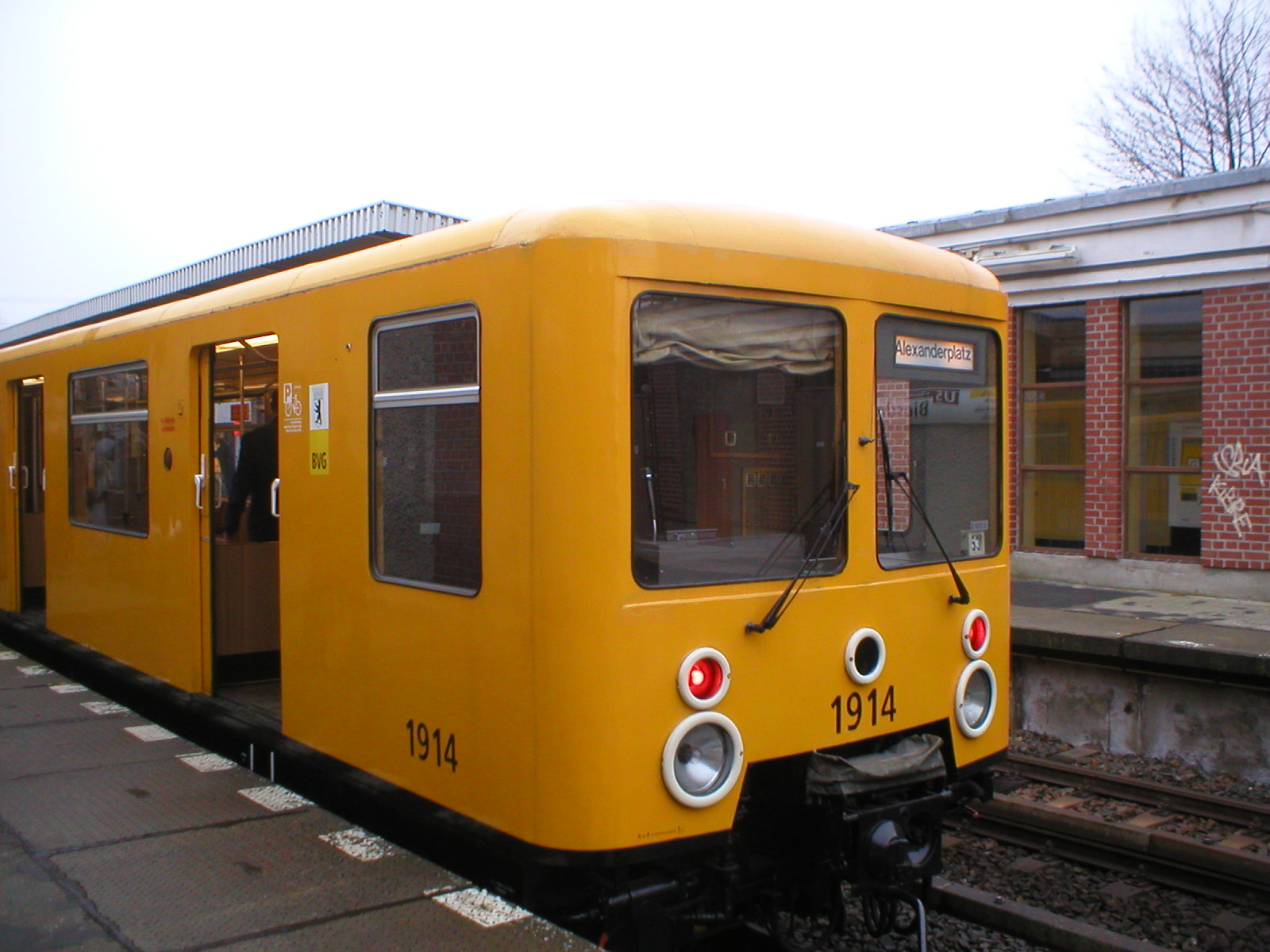
E形

旧型車両の中には動態保存されているものもあり、本線上で運転されることもある。